# Cécile Bois

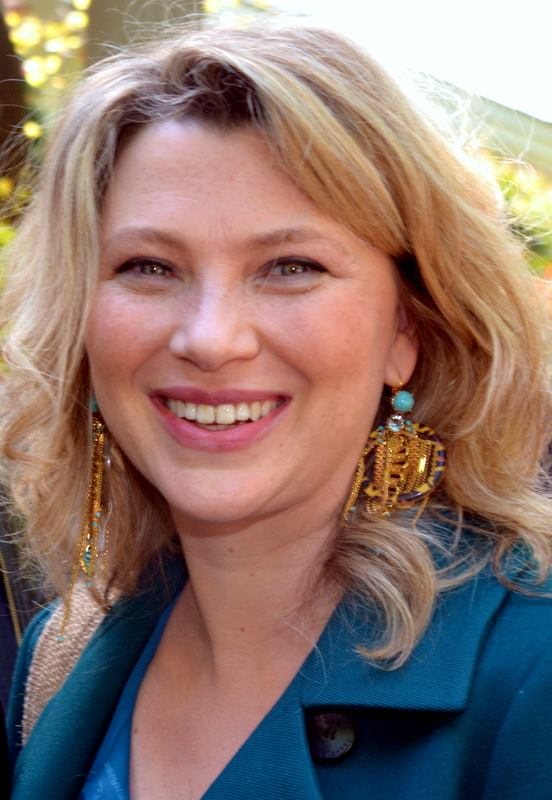
Cécile Bois, 2016

Cécile Bois (* 26. Dezember 1971 in Lormont) ist eine französische Schauspielerin.

## Leben
Cécile Bois spielte schon während ihrer Schulzeit in einem Amateurtheater. Nach dem Abitur besuchte sie für kurze Zeit das Konservatorium in Bordeaux, schloss sich aber schon bald der Theatergruppe Le théâtre en vrac an
Als Neunzehnjährige ging sie nach Paris, studierte für kurze Zeit an der ENSATT und erhielt kleine Rollen am Theater sowie erste Film- und Fernsehrollen.
1995 war ihr Foto Titelbild auf fünf französischen Publikumszeitschriften, darunter Paris Match und Télé Star.
1993 spielte sie in dem Film Germinal von Claude Berri die Rolle der Cécile Grégoire. In ihrem letzten Kinofilm Der kleine Haustyrann (Trésor), dem letzten Film von Claude Berri, der 2009 kurz vor Fertigstellung des Films verstarb, hatte sie ebenfalls eine Rolle.
2008 gewann sie das Casting für Robert Hosseins Theater-Spektakel Angélique, marquise des anges, das im Pariser Palais des Sports 130 Aufführungen erlebte, ein enormer Erfolg beim Publikum und bei den Medien war und sie in Frankreich populär machte.
Inzwischen hat sie über 30 Fernsehfilme gedreht. In Deutschland ist sie vor allem durch ihre Rolle als Kommissarin Candice Renoir in der gleichnamigen französischen Krimiserie bekannt, die sie seit 2013 mit derzeit neun Staffeln spielt.
Sie lebt mit dem Schauspieler Jean-Pierre Michaël zusammen, mit dem sie zwei Töchter hat.
Ihre deutsche Synchronstimme ist Marion Elskis.

## Filmografie (Auswahl)
- 1990: I divertimenti della vita privata
- 1990: Colette (Becoming Colette)
- 1992: Promenades d'été
- 1993: Germinal
- 1993: La place d'un autre
- 1994: Fils de flic (Fernsehfilm)
- 1995: Kommissar Navarro (Navarro, Fernsehserie, Folge 7x09)
- 1996: Die Elsässer (Les Alsaciens ou les Deux Mathilde, Fernsehvierteiler)
- 1996: Lucky Punch
- 1997: Dakan
- 1998: Ça n'empêche pas les sentiments
- 1999: Lernen zu Leben (La Maison d'Alexina)
- 2000: Der König tanzt (Le Roi danse)
- 2001: Die Auferstehung (Resurrezione)
- 2001: Le Roman de Lulu
- 2003: Tot unter Lebenden (Une place parmi les vivants, Fernsehfilm)
- 2004: Je serai toujours près de toi (Fernsehfilm)
- 2007: Das Geheimnis der Pyramide (Agathe contre Agathe, Fernsehfilm)
- 2009: Der kleine Haustyrann (Trésor)
- 2009: Vive les vacances! (Fernsehserie, 6 Folgen)
- 2010: Le désamour (Fernsehfilm)
- 2011: Merci patron! (Fernsehfilm)
- seit 2013: Candice Renoir (Fernsehserie, 88 Folgen)
- 2015: Envers et contre tous (Fernsehfilm)
- 2019: Examen de conscience (Fernsehfilm)
- 2021: Gloria (Fernsehserie, 6 Folgen)
- 2023: Drops of God (Fernsehserie, 8 Folgen)

## Theater
- 1990: Zapping, solitude, parloir von Patrick Cailleau, (Rolle der Camille Claudel)
- 1991: Volpone in der Bearbeitung einer Fassung Stefan Zweigs von Jules Romains, Regie Robert Fortune, Théâtre de la Porte Saint-Martin in Paris, (Rolle der Colombia)
- 1995: Angélique, marquise des anges nach dem Roman von Anne Golon, Regie Robert Hossein, Palais des sports de Paris (Titelrolle)
- 2001: Die Mausefalle von Agatha Christie, Regie Gérard Moulévrier, Comédie des Champs-Élysées (Hauptrolle)
- 2008: Les Demoiselles d'Avignon von Jaime Salom, Regie Jean-Pierre Dravel und Olivier Macé, Théâtre Rive Gauche, (Rolle der Antoine)